# Peilrahmen

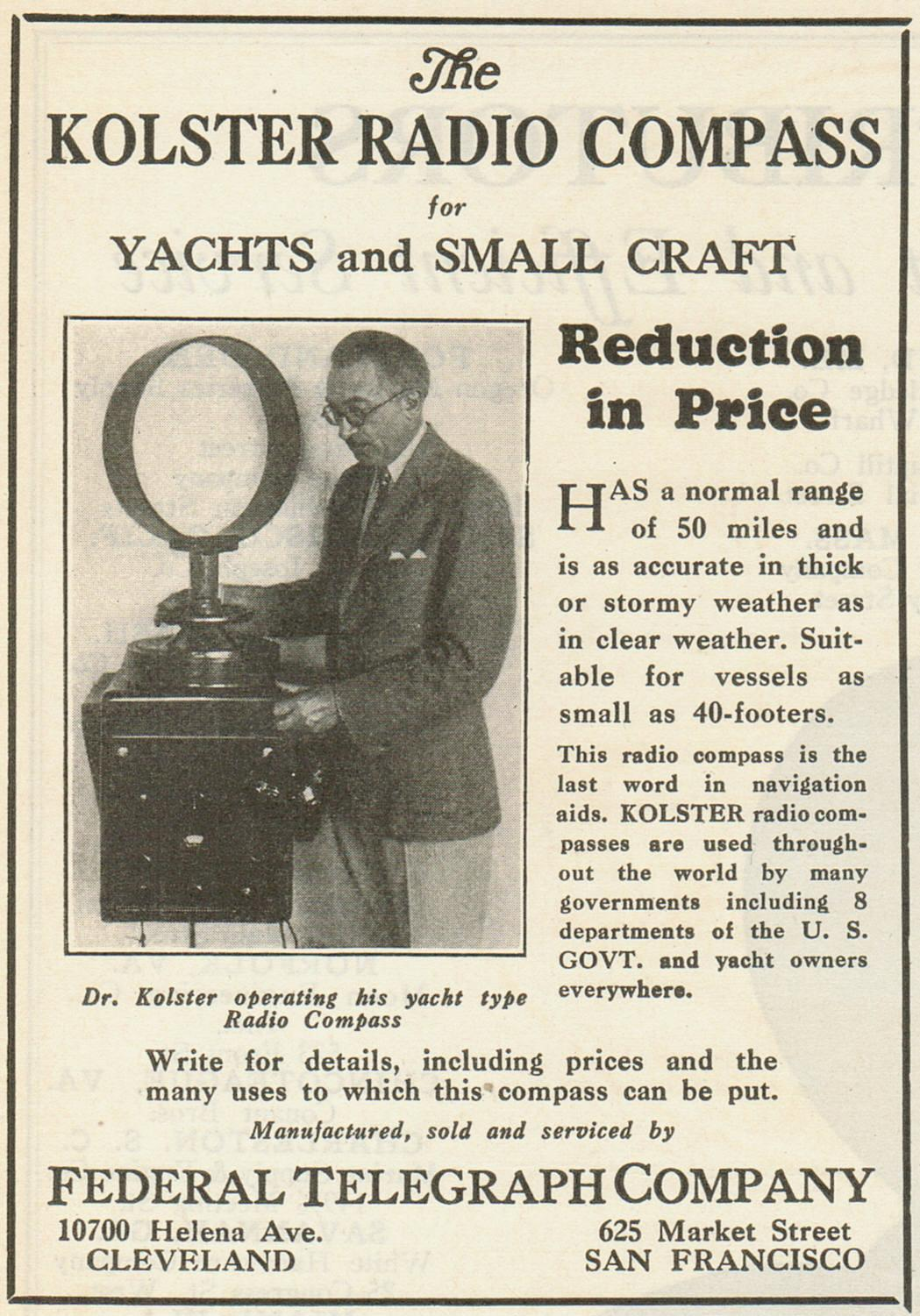
Inserat zum Radiokompass von Kolster, 1930

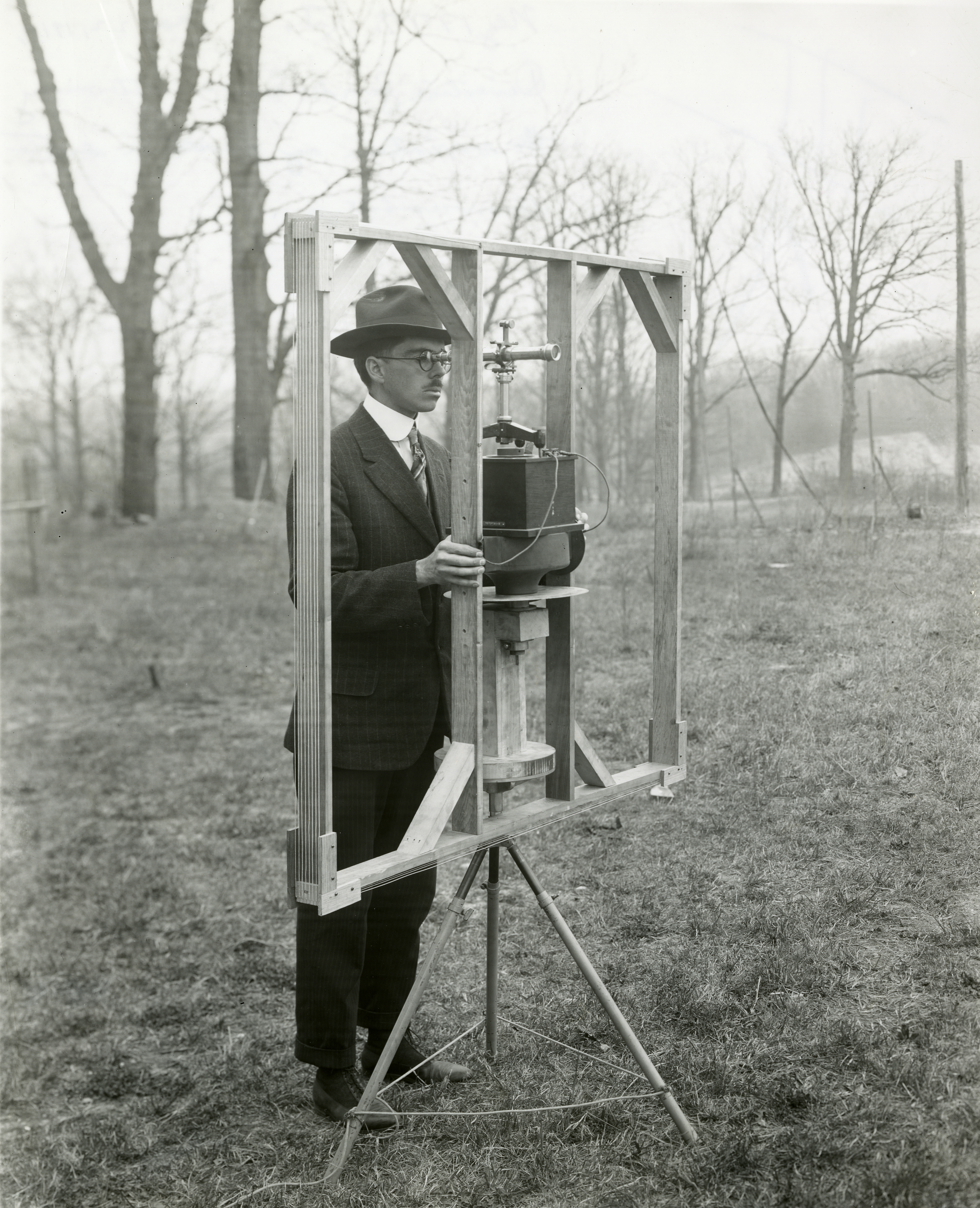
Früher Peilrahmen in rechteckiger Ausführung

Der Peilrahmen ist eine einfache Form einer richtungsempfindlichen magnetischen Antenne. Sie besteht im einfachsten Fall aus einem Draht, dessen Ende zu einem Ring gebogen ist. Im Prinzip ist die Antenne also ein Metallstab mit einem Ring obendrauf.
Eine solche Antenne ist am empfindlichsten für Signale, die parallel zur Antennenebene eintreffen.  Die Antennenebene ist die Ebene, in welcher der Ring liegt. Für alle Signale, die senkrecht zur Ebene eintreffen, ist die Antenne am wenigsten empfindlich.
Bei der Navigation gilt es, die Antenne so zu drehen, dass das Signal maximal ist. Ist beispielsweise die Nordrichtung (Kompass) bekannt, dann gibt es zwei mögliche Kurswinkel, die sich um 180° unterscheiden. Technisch kann der richtige der beiden Winkel festgestellt werden, indem eine Seite der Antenne abgeschirmt wird.
Peilrahmen wurden insbesondere in den Anfängen der Fliegerei in Flugzeugen verwendet.